# لشکر سیزدهم هوابرد (ایالات متحده)
لشکر ۱۳ هوابرد ایالات متحده آمریکا (انگلیسی: 13th Airborne Division) لشکر هوابرد نیروی زمینی ایالات متحده آمریکا است، که در سال ۱۹۴۳ تأسیس شد و در سال ۱۹۴۶ منحل گردید.
لشکر سیزدهم هوابرد، یک واحد نیروی هوایی در ارتش ایالات متحده بود که در طول جنگ جهانی دوم فعال بود. این لشکر در بیشتر دوران فعالیت خود توسط سرلشکر البریج جی. چپمن فرماندهی می‌شد. این لشکر رسماً در اوت ۱۹۴۳ در فورت براگ در کارولینای شمالی در ایالات متحده فعال شد و تا فوریه ۱۹۴۶ فعال ماند، اما هرگز در نبردی شرکت نکرد.
پس از فعال شدن، این لشکر برای تکمیل آموزش‌های خود در ایالات متحده باقی ماند. این آموزش‌ها تا سپتامبر ۱۹۴۴ تکمیل شد، اما چهار ماه دیگر تمدید شد، زیرا این لشکر جایگزین‌هایی برای لشکرهای ۸۲ و ۱۰۱ هوابرد فراهم کرد. این لشکر همچنین به دلیل کمبود هواپیماهای ترابری در ایالات متحده، با تأخیر در انجام تمرینات آموزشی در مقیاس بزرگ مواجه شد. این کمبود ناشی از اولویت لشکرهای ۸۲ و ۱۰۱ هوابرد نسبت به لشکر ۱۳ از نظر تجهیزات بود، زیرا این دو لشکر در اروپا در حال جنگ بودند. در نتیجه این تأخیرها، لشکر تا ژانویه ۱۹۴۵ به‌طور کامل آموزش ندیده و آماده نبرد نبود و در فوریه به فرانسه و تئاتر عملیات اروپا منتقل شد.
هنگامی که لشکر به فرانسه رسید، تحت فرماندهی ارتش اول هوابرد متفقین قرار گرفت که تمام واحدهای هوابرد متفقین را کنترل می‌کرد. این لشکر به همراه دو لشکر دیگر برای شرکت در عملیات وارسیتی، عملیات هوابرد برای پشتیبانی از گروه ارتش بیست و یکم انگلیس-کانادا که از رودخانه راین عبور می‌کردند، انتخاب شد، اما به دلیل کمبود هواپیمای ترابری برای حمل هر سه لشکر به میدان نبرد، از این عملیات حذف شد. چندین عملیات دیگر پس از پایان عملیات وارسیتی برای این لشکر برنامه‌ریزی شده بود، اما این عملیات‌ها زمانی که اهداف آنها توسط پیشروی سریع نیروهای زمینی متفقین تصرف شد و آنها غیرضروری شدند، لغو شدند. پس از پایان درگیری در اروپا، لشکر سیزدهم هوابرد به ایالات متحده منتقل شد تا قبل از شرکت در حمله برنامه‌ریزی شده به ژاپن، در آنجا مستقر شود، اما درگیری در خاور دور قبل از زمان لازم پایان یافت و در ایالات متحده باقی ماند. لشکر سیزدهم هوابرد سرانجام در ۲۶ فوریه ۱۹۴۶ غیرفعال شد و پرسنل رزمی آن به فرماندهی لشکر ۸۲ هوابرد منتقل شدند.